# Unkei Tōsui
Unkei Tōsui (zm. 1683; 桃水雲渓) – japoński mistrz zen szkoły sōtō, żebrak i poeta.

## Życiorys

### Wczesne lata (do 1657)
Urodził się w Yanagawie, obecnie w prefekturze Saga, a w XVII wieku w prowincji Chikugo na Kiusiu, najbardziej południowej z pięciu głównych wysp Japonii. Nie wiadomo, kiedy się urodził, jednak ponieważ zmarł w wieku około 80 lat, zapewne urodził się w okresie keichō (1596-1614). Pochodził z rodziny kupieckiej, oddanej praktykom szkoły Jōdo-shin. We wszystkich biografiach zanotowano, iż w dzieciństwie był tępym i powolnym chłopcem. Prawdopodobnie to spowodowało, że rodzice oddali go do klasztoru jako nowicjusza. Nie wiadomo czy Tōsui wykazywał wcześniej jakieś religijne zainteresowania, chociaż niektórzy wcześni biografowie informowali o jego spontanicznym zainteresowaniu się buddyjskimi wyobrażeniami, jednak wygląda to bardziej na hagiograficzne klisze, według których konstruowano większość biografii.
Pierwszym jego klasztorem była świątynia szkoły zen sōtō En'ō, która znajdowała się w sąsiedniej prowincji Hizen. Opatem był Igan Sōtetsu (bd), spadkobierca linii nauczania związanej z klasztorem Sōji. Nie wiadomo dlaczego rodzice zdecydowali się oddać syna do klasztoru sōtō, skoro byli wyznawcami Czystej Krainy, jednak prawdopodobnie wpłynęły na to osiągnięcia duchowe samego Igana jak i wyróżniająca się linia przekazu zen. Według jego biografa Menzana Zuihō, Tōsui zaczął wykazywać swoją wrodzoną inteligencję i zwyciężał w dyskusjach.
Jego trening zen rozpoczął się w wieku 15 lub 16 lat. Zawierał on różnorodne praktyki: długie okresy śpiewów, głodówek i siedzącej medytacji, w większości ustalonych przez samego Tōsui. Mistrz Igan określił go epitetem fūtenkan - szaleniec, co było klasycznym wyrażeniem oceniającym mnichów zen, zwłaszcza poświęcającym się różnym praktykom ascetycznym.
W wieku 20 lat rozpoczął okres pielgrzymek (angya) po innych klasztorach w celu słuchania nauk innych mistrzów zen. Odwiedził wielu wiodących mistrzów zen tego okresu, chociaż nie ma żadnych informacji o jego doświadczeniach z tymi słynnymi mistrzami, jak i wrażeniach jakie oni mieli po spotkaniach z tym uczniem. Spotkał takich mistrzów z Myōshin-ji jak Daigu Sōchiku (1584-1669), Gudō Tōshoku (1579-1676) i Ungo Kiyō (1583-1659), kapłana sōtō Shōshana i mistrza z Daitoku-ji - Takuana Sōhō (1573-1645). Wiadomo, że Takuan w nauczaniu używał kōanów, więc można przyjąć, że wprowadził w to Tōsuia. Spędził on także jakiś czas w klasztorze Kichijō. Nie wiadomo jak długo trwał okres angyi, jednak w pewnym jej momencie dowiedział się, że jego nauczyciel Igan został opatem klasztoru Ryūchō w Kumamoto. Tōsui powrócił do mistrza Igana i został jego służącym przez ponad dziesięć lat.
Nie był to jednak okres, w którym Tōsui porzucił ideę studiowania u innych mistrzów, gdyż właśnie wtedy udał się w podróż z pragnieniem spotkania chińskiego mistrza szkoły Ōbaku - Yinyuana Longqi (1592-1673). Do ich spotkania doszło w Nagasaki, więc musiał to być rok przybycia mistrza do tego miasta (1654) lub okres przed jego wyjazdem do Settsu (1655). Tōsui był jednym z wielu japońskich adeptów zen, którzy tłumnie przybywali z całej Japonii, aby spotkać się z Yinyuanem. Chociaż nie wiadomo jak wyglądało ich spotkanie, bliskie relacje ze szkołą Ōbaku, które utrzymywał Tōsui przez całe życie, świadczą, że Yinyuan wywarł na nim olbrzymie wrażenie.
W tym czasie Tōsui był w średnim wieku, był znakomicie zaznajomiony z dyscypliną klasztorną, a w rezultacie pielgrzymki zen miał szerokie rozeznanie w praktykach japońskiego zenu, zarówno w tradycji szkoły sōtō jak i rinzai. Był starszym uczniem Igana i wkrótce został wyznaczony na głównego mnicha (jap. banjū) w klasztorze sōtō Dainei w Chōshū (obecnie w prefekturze Yamaguchi). Pełnienie takiej funkcji było często wstępem do otrzymania wyższej rangi w szkole.

### Środkowe lata życia (po 1657)
11 dnia 7 miesiąca trzeciego roku meireki za cesarza Go-Sai, czyli w roku 1657, Tōsui został spadkobiercą Dharmy Igana. Była to kulminacja studiów zen Tōsuia. Ceremonia potwierdzała zarówno jego urzeczywistnienie zen jak również uznawała go za następcę w linii przekazu wiodącej wstecz do założyciela tradycji sōtō - Dōgena, a tym samym do Buddy Śakjamuniego. Tōsui stał się mistrzem zen na swoich własnych prawach, w pełni zdolnym do objęcia opactw w klasztorach jego linii, do przyjmowania uczniów i do wyznaczania nowych spadkobierców Dharmy.
W 1657 roku wzorem swojego nauczyciela udał się do klasztoru Sōji, gdzie wziął udział w ceremonii nadania mu "cesarskiego opactwa" w tym klasztorze. Ze względu jednak na system panujący w okresie Tokugawa i wymagający od opata m.in. sporych finansowych dotacji, Tōsui zapewne nie przebywał w klasztorze zbyt długo. Powrócił do Higo i przyjął opactwo w klasztorze linii Igana - Jōsui-ji (Seisui-ji). Był to klasztor w mieście Hisakino w prefekturze Kumamoto.
Wkrótce przyjął funkcję opata w klasztorze sōtō w Osace - Hōgan na prośbę jednego z jego patronów. Tōsui swój pobyt w klasztorze traktował jako zupełnie przypadkowy i rozdrażniał patronów i wspierających świątynię nie pojawiając się przez długie okresy czasu. Spowodował także sytuację kryzysową, gdyż pozwolił na przebywanie w klasztorze niezatrudnionemu samurajowi z kobietami i uzbrojonymi służącymi. Siogunat żądał rejestrowania takich grup, jednak Tōsui nie uczynił tego. Spowodowało to śledztwo z rozkazu władz miasta, które dotknęło całą hierarchię szkoły sōtō w Osace. Tōsui wybronił się czarując magistrat swoją szczerością i naiwnością.
Jego dziecięca otwartość i bezpośredniość oraz całkowity brak przebiegłości czy pretensji wpędzały go co jakiś czas w kłopoty.
Od czasu do czasu opuszczał klasztor ze swoim służącym aby żebrać, a następnie rozprowadzał wszystko, co wyżebrał, wśród biedoty miejskiej i ich dzieci. Nawet kupcy byli pod takim wrażeniem, że chętnie ofiarowywali mistrzowi datki i rzeczy dla biednych.
Po ponad dwóch latach prowadzenia klasztoru Tōsui powrócił do Yanagawy. Społeczność buddyjska jego rodzinnego miasta poprosiła go o zostanie. Wygłosił szereg wykładów na temat Sutry Ostatecznych Nauk, krótkiego i popularnego wówczas tekstu, uważanego za ostatnie nauki dane przez Buddę uczniom przed swoją śmiercią. Otrzymywał duże dotacje, ale przeznaczał wszystkie dary klasztorowi, którego był gościem. Był także proszony o zostanie na stałe w Yanagawie, ale odmówił i został opatem klasztoru Seiun w Shimabarze w prowincji Hizen. Tam przyciągnął uwagę Kōriki Takanagi (1605-1676) - miejscowego pana feudalnego (daimyō), który zaoferował mistrzowi funkcję opata w innym miejscowym klasztorze - Zenrin.
Tōsui pozostał na stanowisku opata Zenrin-ji przez pięć lat. Wiadomo, iż w czasie dwu corocznych 90-dnowych odosobnień w lecie (jap. geango) i zimie (jap. tōango) prowadził wykłady na temat tekstu z okresu dynastii Yuan Hołd dla autentycznej szkoły Pięciu Domów, który był zbiorem biografii mnichów i popularną pracą w klasztorach zen okresu Tokugawy. Jego rosnąca sława jako nauczyciela zen przyciągała uczniów (w zimowym odosobnieniu wzięło udział 120 mnichów) i wybitnych mistrzów zen, takich jak Gyōgan Unpo (brat dharmiczny mistrza w czasie studiów u Igana) oraz Kengan Zen’etsu (1623-1701) i Unzan Gūhaku.

#### Okres wędrówek
Po pięciu latach prowadzenia Zenrin-ji, u szczytu swojej dotychczasowej kariery, mistrz Tōsui nagle znikł z klasztoru. Od tej pory, przez około dziesięć lat będzie prowadził "życie wśród zwyczajnych ludzi tego świata", "pojawiając się i znikając". Jak napisał w jednym ze swoich wierszy: 
| Pozwól twojej mądrości i medytacji być jasno oświecającymi, A potem puść rzeczy, Puść! Puść nawet puszczanie, Co wtedy pozostanie do puszczenia?. |

Tōsui udał się najpierw na grób swoich rodziców w Yanagawie, a potem przedostał się na Honsiu. Tam wędrował przez południowo-zachodnie prowincje znane jako Chūgoku. Przybył do jednego z tłocznych portów i łodzią dostał się do Osaki, tylko około 60 kilometrów od Kioto, do którego prawdopodobnie zmierzał. W poszukiwaniu swojego nauczyciela wyruszyło dwóch jego uczniów; Chinshū (zm. 1706) i Chiden (zm. 1709). Po jakimś czasie Chinshū znalazł mistrz wśród grupy żebraków. Poprosił go o zgodę na towarzyszenie mu, na co mistrz w końcu się zgodził. Jednak wkrótce młody mnich wycofał się ze swojej chęci życia wśród żebraków. Tōsui posłał obu mnichów do mistrza szkoły Ōbaku - Gaoquana Xingdonga (1633–1695) nauczającego w klasztorze Bukkoku w dystrykcie Kioto - Fushimi.
W historii tej są pewne nieścisłości. Odejście Tōsui z Zenrin-ji wydarzyło się jeszcze przed zesłaniem Takanagi do Sendai na początku 1668 roku. Klasztor Bukkoku został założony dopiero w 1678 roku. Tworzy to sporą lukę, którą Tanaka Shigeru rozwiązuje twierdząc, iż Tōsui spędził jakiś czas w klasztorze Manpuku, który od 1661 roku był główną kwaterą mistrza Yinyuana Longqi - znajomego mu jeszcze z Nagasaki. Być może Tōsui spędził w tym klasztorze 7 lub 8 lat. Poznał tam dwóch imigrantów, mistrzów Mu’ana Xingtao (1611–1684) i Gaoquana Xingdonga. W 1664 roku Yinyuan odszedł na emeryturę, a jego następcą został Mu’an. Tōsui najbliższy i najmocniejszy związek nawiązał z Gaoquanem. Jego pobyt w Manpuku-ji zakończył relacje ze szkołą sōtō, chociaż nie zmienił szkoły, ani nie został kapłanem ōbaku. Wyraźnie jednak preferował tę tradycję, posyłając swoich uczniów do Gaoquana oraz swojego bratanka (lub siostrzeńca) Kōhō, będącego kapłanem sōtō do Manpuku-ji.
Tak jak nie zadowoliła go tradycja szkoły sōtō, tak nie czuł się także w pełni usatysfakcjonowany szkołą ōbaku. W rezultacie Tōsui wybrał życie żebracze i zasadniczo zniknął w tłumie żebraków. Rzadko przebywał dłużej w jednym miejscu. Gdy bywał rozpoznawany, opuszczał miejsce i czasem zmieniał także imię. Mimo swojego wieku (około 70.) i trudów żebraczego i wędrownego życia miał poczucie wolności i wyzwolenia od instytucji, patronów, irytujących czasami wyznawców, od pożądania sławy i kariery - przed czym ostrzegał go jeszcze jego nauczyciel.
| Oto jakie jest moje życie Oto jakie jest - szerokie i wolne Znoszona szata, pęknięta miska - jak spokojnie i kojąco! Kiedym głodny - jem, kiedym spragniony - piję To wszystko, co wiem Nie mam nic do czynienia ze światem "dobra i zła". |

Jeszcze ze swoim uczniem Chinshū żebrał i wędrował na wschodzie od Kioto, w prowincji Ōmi, od jeziora Biwa do miasta Ōtsu - stolicy prowincji. Wtedy odsyła Chinshū do Gaoquana, a sam kontynuuje wędrówkę do Ise (w prefekturze Mie), gdzie dołącza do żebraków zgromadzonych w słynnej świątyni shintō. Później dotarł do Nagoi w prefekturze Aichi i stolicy prowincji Owari w odległości około 100 km od Kioto. Z reguły nie oddalał się od Kioto na więcej niż trzydzieści pięć kilometrów, a więc zapewne miasto to służyło mu jako baza. Oprócz żebrania podejmował się także podrzędnych prac. Był zamiataczem przy posągu Wielkiego Buddy w Narze, w Kusatsu (w prefekturze Shiga) był służącym. Przez jakiś czas pracował w transporcie będąc tragarzem palankinu itp. Wytwarzał także podkowy końskie ze słomy w Ōtsu. W ciągu dwu lat jego wysokiej jakości podkowy cieszyły się takim wzięciem, że otworzył sklep, w którym przyjmował zamówienia oraz jadł i spał. Pewnego dnia jego brat dharmiczny Unpo spotkał go podczas zbierania zamówień na podkowy, wyskoczył ze swojego palankinu (był wtedy znanym opatem klasztoru) i przywitał się z Tōsuim, który wyjaśnił mu, że jest teraz żebrakiem. To spotkanie znanego opata z żebrakiem nie przebiegło niezauważone i wkrótce bogaci kupcy zaczęli go nachodzić, więc aby uniknąć niechcianej popularności szybko zniknął z Ōtsu.
W Kioto został po trzymiesięcznych poszukiwaniach odnaleziony podczas opieki nad trędowatym pod mostem Gojō, przez jego uczennicę, mniszkę Chihō, która przybyła w tym celu do Kioto aż z Shimabary. Chihō, która była matką bogatego kupca, zaoferowała swojemu nauczycielowi kupno odosobnionego miejsca w dystrykcie Kioto Higashiyama wraz z zaopatrzeniem. Jednak Tōsui zdecydowanie odrzucił to, godząc się na zakup nowego łóżka, pod warunkiem, że będzie mógł wydać jej dotacje w sposób, który uzna za stosowny. Łóżko ofiarował trędowatemu a pieniądze rozdał żebrakom pod mostem.
Drugie i ostatnie spotkanie Unpo z Tōsuim odbyło się w Arimie, gdzie Unpo zatrzymał się wracając z Edo, aby zażywać kąpieli w słynnych gorących źródłach. Tōsui na kiju opartym na barku nosił dzban z sosem sojowym i kilka wiązek porów. Powiedział on Unpowi, że cierpi na problemy z kręgosłupem, więc Unpo zaprosił go do leczniczych kąpieli. Spędzili razem dziesięć dni relaksując się w kurorcie. Tōsui występował w tym okresie pod imieniem Yūan (Owładnięty przez pokój), co było formą jego gry ze słynną frazą z Sutry Lotosu "sangai muan" (W trzech światach nie ma pokoju). Nowe imię Tōsuia sugerowało, iż odnalazł on prawdziwy spokój i radość opuszczając "regulowane bezpieczeństwo" klasztoru i zamieszkując wśród płomieni świeckiego świata. Dziesiątego dnia Tōsui nagle zniknął, opuszczając Arimę i udając się do Kioto.

### Końcowe lata
W tym czasie Tōsui zaczął poważnie odczuwać problemy zdrowotne związane z wiekiem, co powodowało trudności w jego wędrówkach i ręcznej pracy. Mimo wszystko opuścił ponownie Kioto i udał się do miasta Ikeda, znajdującego się ponad 30 km na zachód od Kioto (dziś w rejonie miejskim Osaki). O jego pobycie w Ikedzie dowiedział się Unzan Gūhaku, opat klasztoru w prowincji Izumi, tuż na południu od Ikedy. Unzan wybrał się z uczniami do mistrza z darami i nową szatą, jednak nie zastali go w chatce. Ponieważ była to mroźna zima postanowili poczekać w chatce. Gdy pojawił się Tōsui w postrzępionej szacie, z długimi włosami i nieogolony, odrzucił wszystkie dary. Unzan zostawił je jednak i powrócił z uczniami do swojego klasztoru.
Po dwóch latach spędzonych w Ikedzie Tōsui powrócił do swojej chatki w Higashiyamie w Kioto. Tōsui miał tam spore grono wielbicieli, którzy opracowali strategię zatrzymania mistrza na stałe w Kioto. Jednym z nich był bogaty kupiec Suminokura, świecki uczeń mistrza Gaoquana. Postanowił od zatrzymać mistrza oferując mu szansę produkowania wina ryżowego z resztek pochodzących z dużego domu kupca i sprzedawania go, co pozwoli mu pozostać niezależnym. Zaofiarował mu także dom w Takagamine. Tōsui zdając sobie sprawę, że stan jego zdrowia nie pozwoli mu na kontynuowanie wędrówek, żebrania i pracy fizycznej, wyraził zgodę. Zaczął sprzedawać wino w Tagakamine pod dwoma przybranymi imionami: Winiarza Tsūnena (Spełnione Życzenie) i Winiarza Dōsena (Doskonalącego Drogę). Ten okres trwał nie więcej niż rok lub dwa lata.
Tōsui zmarł 19 dnia 9 miesiąca w trzecim roku okresu tenna za panowania cesarza Reigena, czyli w 1683 roku. Mistrz odszedł spokojnie, siedząc w pozycji medytacyjnej, zostawiając wiersz 
| Ponad siedemdziesiąt lat, jaki szczęśliwy byłem! Na co przydały mi się te cuchnące moczem kości? A co z miejscem, gdzie ktoś naprawdę powraca? Nad Takagamine księżyc lśni jasno, a wietrzyk jest świeży |

Kupiec Suminokura zawiadomił byłych uczniów mistrza Chinshū i Chidena, którzy zabrali ciało mistrza do Bukkoku-ji, gdzie Gaoquan poprowadził ceremonię pogrzebową. Popioły mistrza zostały ukryte w obłej stupie (jap. nuhōtō), na której wyryto napis "Stupa Czcigodnego Mnicha Unkei [Tō]sui".